# Certosa di Padula
Nhà tế bần Padula (tiếng Ý: Certosa di Padula hoặc Certosa di San Lorenzo di Padula) là tu viện dòng Carthusian và nhà tế bần nặm tại Padula trong vườn quốc gia Cilento và Vallo di Diano ở miền nam nước Ý. Đây là tu viện lớn nhất tại Ý và là một Di sản thế giới từ năm 1998. Nó có lịch sử 450 năm với các tòa nhà chính mang phong cách kiến trúc Baroque. Tu viện có tổng diện tích 51.500 m² (12,7 mẫu Anh) bao gồm 320 phòng và hội trường.

## Lịch sử
Nó được thành lập bởi Tommaso di San Severino vào ngày 27 tháng 4 năm 1306 trên nền của một tu viện cũ trước đây. Nó được dành cho Thánh Lôrensô, một trong bảy phó tế thời La Mã cổ đại. Cấu trúc của nó gợi lại hình ảnh cái vỉ nướng mà ông bị thiêu sống.
Tu viện này có hành lang tu viện lớn nhất thế giới, với diện tích 12.000 m² (2,97 mẫu Anh) với 84 cột. Một cầu thang xoắn ốc nổi tiếng bằng đá cẩm thạch trắng bên trong dẫn lên một thư phòng lớn. Mặt tiền của tu viện với sàn lát gạch gốm Vietri tinh xảo, với nhà nguyện được trang trí bằng các tác phẩm bằng đá cẩm thạch. Một mặt khác của tu viện là nhà bếp lớn, các hầm chứa những thùng rượu khổng lồ, khu giặt là và sân rộng là nơi có những người làm việc trong chuồng ngựa, lò nướng, cửa hàng và xưởng sản xuất dầu ô liu. Khu vực sân là nơi diễn ra các hoạt động sản xuất và thương mại giữa tu viện với thế giới bên ngoài.
Trong tu viện có bảo tàng khảo cổ phương Tây Lucania là nơi trưng bày các hiện vật khai quật từ nghĩa địa tại Sala Consilina và Padula. Nó đại diện cho khoảng thời gian từ thời tiền sử cho đến thời đại Hy Lạp. Tu viện cũng đóng vai trò quan trọng trong lịch sử quân sự của Ý. Đây là trụ sở của Pháp trong Chiến tranh Napoleon, sau đó là căn cứ của quân đội miền Nam của Garibaldi trong cuộc Thống nhất nước Ý, và là một trại giam trong hai cuộc Thế chiến. Quân đoàn Tiệp Khắc ở Ý thành lập năm 1917 tại đây. 